# Flavius Ammausius
Flavius Ammausius (sein Praenomen ist nicht bekannt) war ein im 3. Jahrhundert n. Chr. lebender Angehöriger des römischen Ritterstandes (Eques).
Durch eine Inschrift, die bei Lancaster gefunden wurde und die auf den 22. August 263/268 datiert ist, ist belegt, dass Ammausius Praefectus equitum der Ala Sebosiana Postumiana war, die zu diesem Zeitpunkt in der Provinz Britannia stationiert war.